# HRP-4C
HRP-4Cは、独立行政法人産業技術総合研究所が開発したヒューマノイドロボット。2009年3月16日に発表された。

## 概要
身長158cm、体重43kg（バッテリー含む）。身長は1997年度の日本人成人女性の平均身長である。
バッテリーにはニッケル水素電池を使用している。連続稼働時間は20分間。制御用プロセッサPentium M 1.6GHz、音声認識用プロセッサVIA C7 1GHzを搭載している。
HRP-4Cの顔は、産総研の女性職員5名の平均顔から作製された。顔の製作はアクトロイドの製作会社である株式会社ココロが担当している。
2009年7月22日には大阪のリーガロイヤルホテルで行われたファンションショーでウエディングドレスを着てモデルデビューし、その場で『未夢（ミーム）』という愛称が発表された。同年秋に開催されたCEATEC JAPAN 2009ではヤマハの音声合成システムVOCALOID（喋りにはVOCALOID-flexを使用）を使い合成音声を併せたデモも行われた。
しかし、東日本大震災以降ロボットに実用性が求められるようになり、研究対象が災害現場での活動を前提としたものにシフトしていく過程でHRP-4Cの開発を2012年ごろまでに中断。2015年現在はエンターテインメント分野への出演は全て断り、介護用パワードスーツの開発実験用として使われている。2022年以降も研究用に使用されていることが判明している。